# Jan Špott
Jan Špott (31. ledna 1813 Praha – 8. dubna 1888 Praha) byl český lékař, balneolog, docent české lékařské fakulty a odborný autor. Je označován za jednono ze zakladatelů české balneologie (vodoléčby).

## Život

### Mládí
Narodil se v Praze, po absolvování obecné a střední školy nastoupil ke studiu na Lékařské fakulty Karlo-Ferdinandovy univerzity v Praze, kde promoval roku 1837. Poté začal v Praze působit jako městský lékař v Jincích a v Pelhřimově, roku 1843 se pak vrátil do Prahy, aby se zde mohl dále věnovat oborům balneologie a lékařského tělocviku, inspirovanými mj. závěry švédského lékaře MUDr. Linka a praxí léčebné gymnastiky. Tento ústav je považován za první ortipedické sanatorium. Následně podnikl studijní cesty po řadě lázeňských ústavů, včetně vodoléčitelského sanatoria dr. Priesnitze v Grafenberku (Lázně Jeseník). 

### Praxe
Roku 1845 se navrátil do Prahy, kde následně zřídil ve vlastním svém domě na Senovážném náměstí nemocnici a pískovými lázněmi, praktikován zde bylo rovněž tělocvik s hydroechnikou. V roce 1848 byl členem Národní obrany a za svou účast na českém Repealu prošel několika rakouskými věznicemi.
Byl spoluzakladatelem Spolku českých lékařů a Časopise lékařů českých, kde publikoval, vedle balneologických článků se zde věnoval také historii českého lékařství. Na lékařské fakultě získal docenturu v oboru balneologie, byl zároveň jedním z mála pedagogů, kteří zde vedli přednášky výhradně v češtině. Po rozdělení univerzity přestoupil na českou lékařskou fakultu, kde až do konce života působil. 

### Úmrtí
Jan Špott zemřel 8. dubna 1888 v Praze ve věku 75 let na zánět průdušnice. Pohřben byl na Olšanských hřbitovech.